# Виллар, Клод Луи Эктор де
Маркиз, затем герцог Клод Луи Эктор де Виллар (фр. Claude Louis Hector de Villars, 8 мая 1653, Мулен, Франция — 17 июня 1734, Турин) — наиболее удачливый французский полководец войны за испанское наследство и дипломат. В 1733 году удостоен высшего на тот момент военного звания — главный маршал Франции.

## Ранние годы
Титул графа (затем маркиза) де Виллара носили многие поколения предков маршала, включая Рене Савойского.
Ещё юношей Эктор выказал особенную храбрость во время голландской войны, сражаясь под знаменами Тюренна и Конде. В 1674 году, на 21-м году жизни назначен был командиром конного полка, а по заключении мира вступил на дипломатическое поприще и был посланником в Мюнхене (1683 год) и в Вене (1699 год).

## Война за испанское наследство
Безумно храбрый и богато одарённый от природы, он быстро делал карьеру и в 1702 году уже командовал отдельным корпусом в армии маршала Катина, сражавшейся за испанское наследство. В начале войны он 4 октября 1702 года перешёл Рейн и разбил принца Баденского при Фридлингене. Войска, торжествуя победу, провозгласили Виллара маршалом, и король Людовик XIV утвердил его в этом звании.
В понимании основ военного дела Виллар далеко опередил своих современников. Так, в 1703 году, переправившись через Рейн вместе с курфюрстом Баварии с 30-тысячной армией снова нанёс поражение баденскому принцу при Гохштедте. После этого он поставил себе целью действий наступление прямо в сердце Австрии — к Вене. Обстановка ему благоприятствовала, ибо Австрия в это время боролась с восставшими венграми. Это предположение, не исполненное лишь вследствие нерешительности курфюрста Баварии, с которым Виллар должен был действовать по переходе через Рейн, обнаруживает в нём широту стратегического замысла, совершенно несвойственного той эпохе, когда господствовал методизм 5-и переходной системы, запрещавшей войскам далеко отрываться от тыловых складов. Этот план заслужил впоследствии полное одобрение Наполеона, который в 1805 году подобным же образом разрешил свою задачу.
Восстание кальвинистов в Севеннах Виллар усмирил не столько оружием, сколько благоразумными мерами, обещанием амнистии и свободы вероисповедания.
В 1706 году, когда французы были побеждены при Рамильи и Турине, Виллар восстановил честь их оружия, оттеснив немецкие войска за Рейн. В том же году его имение Во-ле-Виконт было возведено в ранг герцогства с названием Виллар.
В 1707 году он вторично перешёл Рейн и, имея под своим начальством сравнительно ничтожные силы (около 4000 человек), овладел так называемыми Штольгофенскими укреплёнными линиями, тянувшимися от Филиппсбурга до Штольгофена и считавшимися неприступными и оборонявшиеся 30-тысячным гарнизоном, и продвинулся далеко во внутрь страны.
В 1709 году Виллара призвали во Фландрию, где положение французов после боя при Уденаре было очень тяжёлым, и назначили главнокомандующим северной французской армией. Войска были деморализованы и крайне плохо снабжались. Виллар восстановил порядок, организовал тыл и бросил свою армию на союзников при Мальплаке. В самом начале сражения он был ранен, и французы потерпели поражение, но потери союзников были вдвое больше французских.
В 1712 году Виллар руководил известной Дененской операцией, когда Франция, истощённая неудачами, выдвинула свою последнюю армию на северный фронт, дабы остановить наступление превосходящих сил австрийцев, руководимых Евгением Савойским. Мастерски проведённая, направленная в самую чувствительную точку расположения принца Евгения — на его коммуникационный путь, отходивший перпендикулярно к пути наступления, — операция эта закончилась победоносным сражением при Денене, где французы впервые, противно основам тогдашней тактики, атаковали противника в колоннах.
Успех при Денене заставил Евгения Савойского отступить к Брюсселю и спас Францию. Победа привела к мирным переговорам в Утрехте и Раштатте, которые завершили войну за испанское наследство. До 1714 года Виллар продолжал военные действия во Фландрии и на Рейне.

## Поздние годы
По заключении мира Виллар был назначен губернатором Прованса, где оставил по себе память прорытием канала.
В 1714 году избран членом Французской академии.
По смерти Людовика XIV он сделан был членом совета регентства; противился влиянию кардинала Дюбуа, принятию финансового проекта Лоу и заключению союза между Францией, Англией, Голландией и императором, но безуспешно.
С началом войны за польское наследство (1733 год) Людовик XV дал ему титул главного маршала и поручил главное командование над франко-испано-сардинскими войсками в Италии. Виллар за три месяца овладел всей долиной реки По и завоевал герцогства Миланское и Мантуанское, но в 1734 году, когда он находился в Турине, смерть прекратила его блестящую деятельность.
Вопреки современным ему воззрениям в тактике и стратегии, Виллар выше всего ставил наступление и всегда говорил, что «гибнут только в обороне». Обожаемый войсками за свою храбрость и доступность, Виллар не был любим людьми, равными ему, за острый язык, критический ум и самомнение.
Людовику XIV он говорил:

Пользуйтесь мною, государь, я единственный генерал в Европе, которому военное счастье никогда не изменяло.
Его обвиняли также в сребролюбии, но впоследствии стало известно, что он часто и щедро помогал своим офицерам из собственных средств, никогда не заботясь о возврате их.
После смерти Виллара были изданы 3 тома его мемуаров. Вольтер только 1-й том считает произведением самого маршала, предполагая, что остальные составлены аббатом Лапоз де Маргон (La Pause de Margon) по ежедневному журналу маршала и его переписке во время походов с военным министром.